# 3711-es mellékút (Magyarország)
A 3711-es számú mellékút egy valamivel kevesebb, mint 13 kilométeres hosszúságú, négy számjegyű mellékút Borsod-Abaúj-Zemplén vármegyében; Bekecstől húzódik Tállyáig; Monok és Golop községek egyetlen közúti elérési útvonala.

## Nyomvonala
A 3702-es útból ágazik ki, annak a 22+500-as kilométerszelvénye közelében, nagyjából északi irányban, Bekecs község lakott területének északnyugati széle közelében. [Az elágazásnál lévő buszmegálló neve megtévesztő, mert az azt sugallja,  hogy az elágazás már legyesbényei területen van.] Monoki út néven húzódik a beterület északi szélén, majd nagyjából 300 méter után eléri Bekecs és Legyesbénye határát, onnantól a határvonalat kíséri, külterületek között haladva.
2,4 kilométer után éri el a két előbbi település és Monok hármashatárát, egy darabig még Bekecs és Monok határát követi, de még jóval a harmadik kilométere előtt teljesen monoki területre ér. 3,5 kilométer után kiágazik belőle egy alsóbbrendű út keleti irányban, ez a Makratelep nevű, különálló községrészbe vezet, 5,4 kilométer megtételét követően pedig megérkezik Monok belterületére. A központ északi részéig – több irányváltása ellenére – folyamatosan a Kossuth Lajos utca nevet viseli, csak a település északi részén vált nevet: egy újabb kanyarvétel után József Attila utca néven folytatódik, így is lép ki a lakott területről, hozzávetőleg 7,8 kilométer után.
Kevéssel a kilencedik kilométerét elhagyva lép át a következő falu, Golop határai közé, ott már északkelet felé húzódva; magát a községet körülbelül 10,5 kilométer után éri el, ahol előbb szintén József Attila utca, majd Jókai Mór utca néven halad végig. 11,9 kilométer után lép ki a házak közül, ott már keleti irányt követve; áthalad a Szerencs-patak folyása felett, majd pár száz méterrel ezután végleg elhagyja ezt a települést. Utolsó szakaszát tállyai külterületek között teljesíti, ott is ér véget – rögtön azután, hogy átszelte a Szerencs–Hidasnémeti-vasútvonal vágányait, Golop megállóhely térségének déli széle mellett –, beletorkollva a 39-es főútba, annak a 16+900-as kilométerszelvénye közelében.
Teljes hossza, az országos közutak térképes nyilvántartását szolgáló kira.kozut.hu adatbázisa szerint 12,867 kilométer.

## Települések az út mentén
- Bekecs
- (Legyesbénye)
- Monok
- Golop
- (Tállya)